# Отовица
Отовица (мкд. Отовица) је насеље у Северној Македонији, у средишњем делу државе. Отовица је насеље у оквиру општине Велес.

## Географија
Отовица је смештено у средишњем делу Северне Македоније. Од најближег града, Велеса, село је удаљено 8 km северно.
Село Отовица се налази у историјској области Повардарје. Село је између леве обале Вардара на западу и Овчег поља на истоку, на приближно 260 метара надморске висине. Поред села је образовано језеро Младост, познато и као Велешко језеро.
Површина сеоског атара простире се на површини од 6,3 km².
Месна клима је измењена континентална са значајним утицајем Егејског мора (жарка лета).

## Историја
По статистици секретара Бугарске егзархије, 1905. године Отовица је чисто православно, словенско село са 40 становника.

## Становништво
Отовица је према последњем попису из 2002. године имала 274 становника.
Већинско становништво у насељу су етнички Македонци (97%), а остатак су махом Срби. До почетка 20. века Турци су чинили значајан део сеоског становништва, а потом су се спонтано иселили у матицу.
| Националност | Укупно      |
| Македонци    | 274 (97,1%) |
| Срби         | 4 (1,5%)    |
| остали       | 4 (1,5%)    |

Претежна вероисповест месног становништва је православље.